# Bataille d'Aljubarrota
Batailles
La bataille d'Aljubarrota se déroule l'après-midi du 14 août 1385, entre les troupes portugaises aidées de renforts anglais, commandées par Jean Ier de Portugal et D. Nuno Álvares Pereira, et l'armée de Jean Ier de Castille renforcée par un important contingent de chevaliers français et navarrais.
La rencontre se déroule aux alentours de la ville d'Aljubarrota, entre Leiria et Alcobaça, dans le centre du Portugal. Malgré la supériorité numérique des Castillans (cinq fois plus nombreux selon les chroniqueurs Fernão Lopes et Pero López de Ayala), les Portugais en sortent largement vainqueurs.

## Les origines du conflit
À la fin du XIVe siècle, le Portugal est secoué par une crise de succession qui le met aux prises avec les prétentions de son puissant voisin castillan, allié de la France dans la guerre de Cent Ans. En 1383, le roi du Portugal Ferdinand Ier meurt sans fils pour lui succéder. Sa fille unique, Béatrice avait épousé en 1383 le roi Jean Ier de Castille, qui fait aussitôt valoir ses droits sur le royaume de Portugal. Devant la menace de la perte de son indépendance, la bourgeoisie portugaise et une partie de la noblesse, inquiètes pour leurs intérêts et appuyées par les Lisboètes, en appellent à Jean d'Aviz, maître de l'ordre éponyme et fils illégitime du roi Pierre Ier. Jean d'Aviz est pressenti comme le candidat idéal pour monter sur le trône vacant. Pendant la période de troubles (1383-1385), Jean est régent de Portugal, puis proclamé roi par les Cortes à Coimbra le 6 avril 1385 sous le nom de Jean Ier. À cette nouvelle, Jean Ier de Castille décide de l'invasion du Portugal.

## Le déroulement du conflit jusqu'à la bataille décisive
Le projet d'invasion du Portugal est antérieur à la proclamation du roi Jean Ier. Dès le début de l'année 1384, le roi de Castille arrive à Santarém, où, avec son épouse, ils sont acclamés roi et reine de Portugal. Sous la pression de son gendre et en dépit du traité de Salvaterra de Magos (1383), Éléonore Teles de Menezes abandonne ses droits à la régence. De nombreuses places reconnaissent le roi de Castille. le 6 avril 1384, l'expédition castillane est arrêtée à la bataille des Atoleiros par Nuno Álvares Pereira qui organise une ligne de défense entre le Tage et l'Odiana.
Entre février et octobre de cette même année, Lisbonne fait l'objet d'un blocus par terre et par mer de la part de l'armée de Castille. Le siège maritime n'est levé que le 18 juillet 1384 avec l'arrivée d'une flotte portugaise en provenance de Porto, qui brise l'armada castillane et parvient à ravitailler les habitants de Lisbonne. Les Portugais sont grandement aidés par le sort : la peste  décime l'armée de Castille qui campe à l'extérieur de Lisbonne et qui doit donc lever le siège.
À partir de 1385, Jean d'Aviz engage des négociations avec l'Angleterre et le Saint-Siège pour obtenir leur soutien, sachant que les Castillans ont pris le parti des papes d'Avignon. Il est choisi comme roi le 6 avril 1385, un an jour pour jour après la bataille des Atoleiros. Dès son accession au pouvoir, Jean Ier du Portugal s'attache à gagner le soutien des villes qui avaient pris le parti des souverains castillans comme Caminha, Braga et Guimarães en organisant une expédition militaire dans le nord. Durant le mois de mai 1385, le roi de Castille lance de nouveaux raids militaires pour piller et dévaster le Portugal. La ville de Viseu est saccagée mais les Castillans sont une nouvelle fois arrêtés à la bataille de Trancoso au début du mois de juin 1385. Un mois après cette victoire, les Portugais apprennent qu'une grande armée castillane commandée par Jean Ier de Castille lui-même est en route. Très vite, celle-ci envahit la Beira et coupe le Portugal en deux pour éviter les liaisons entre le nord et le sud. Son objectif est de prendre Lisbonne. Sur son passage, les exactions se multiplient et s'ajoutent aux ravages de la peste et des guerres précédentes. Ayant reçu des renforts anglais, le souverain portugais et son connétable Nuno Álvares Pereira, réunis dans la ville de Tomar, décident de passer à l'offensive et d'affronter directement les Castillans. Ils choisissent d'intercepter leurs ennemis à proximité de la ville de Leiria sur une petite colline entourée de ruisseaux.

## Le face à face

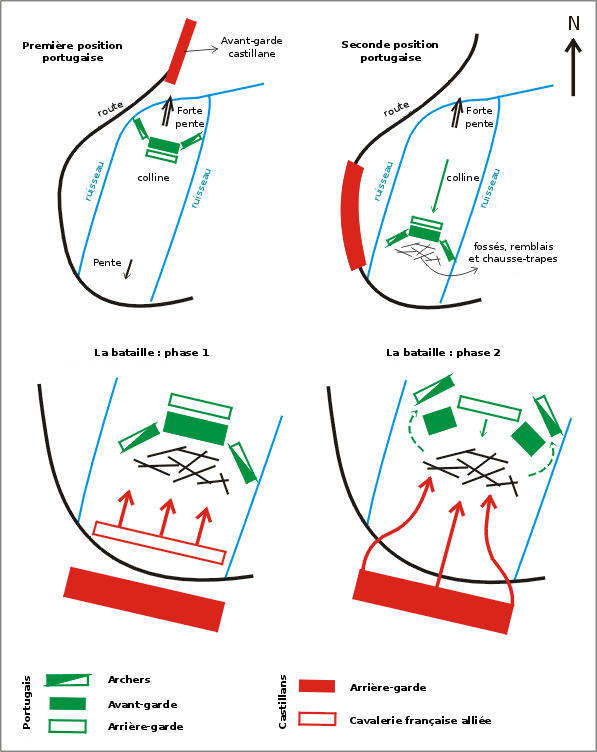
Diagramme du déroulement de la bataille

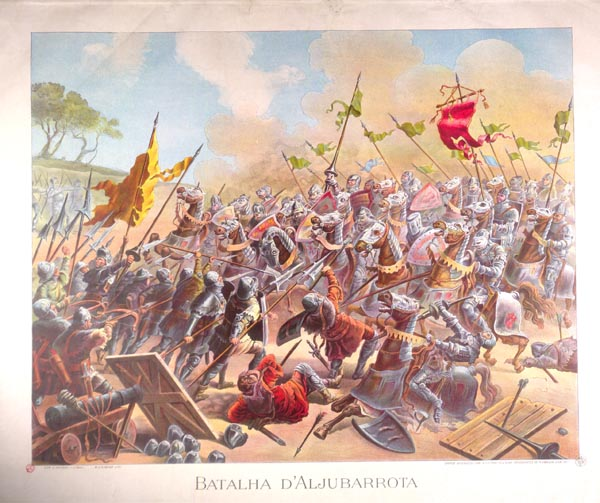
Bataille d'Aljubarrota (gravure du XIXe siècle)

Le 14 août à 10 heures du matin, l'armée portugaise prend position au sommet de la colline face à la route par laquelle les Castillans doivent arriver. Les Portugais optent pour une stratégie qui a réussi aux Anglais lors des batailles de Crécy et de Poitiers : la cavalerie et les piétons sont au centre et les archers anglais sur les flancs. Des renforts commandés par Jean Ier de Portugal lui-même se tiennent prêts à intervenir. Prévoyant l'endroit de l'attaque, les Portugais ont pris soin de faire creuser des fossés et des chausse-trapes sur leurs arrières.
Aux alentours de midi, les soldats de l'avant-garde castillane se présentent sur le champ de bataille et constatent que les Portugais occupent un endroit doté de bonnes défenses naturelles au sommet de la colline. Lorsque les 30 000 hommes sont tous présents, Jean Ier de Castille fait le choix de ne pas attaquer directement les Portugais car les pentes qui font face à son armée sont beaucoup trop raides. Il décide alors de contourner la colline en suivant la route et d'attaquer derrière car les pentes sont plus douces. Agissant ainsi, il tombe dans le piège tendu par les Portugais qui avaient prévu ce mouvement pour le forcer à attaquer à l'endroit de leur choix. Observant la marche des Castillans, l'armée portugaise fait volte-face et se dirige vers le versant sud de la colline par là ou doivent arriver leurs adversaires. Les tranchées et les chausse-trapes s'étaient avérées redoutables contre les unités de cavalerie lors de la Guerre de Cent Ans. Or ce sont justement ces unités qui constituent le gros des troupes castillanes et de leurs alliés français. Aux alentours de 18 heures, les deux armées, écrasées par le soleil de plomb du mois d'août, s'engagent dans la bataille.
Les chevaliers français sont les premiers à ouvrir les hostilités avec leur tactique habituelle : la charge de la cavalerie lourde dans le but de désorganiser les rangs de l'armée adverse. Celle-ci est peu efficace car elle se heurte aux fossés et aux chausse-trapes aménagés par les Portugais tandis que les archers anglais arrosent de flèches les chevaliers français qui périssent ou sont faits prisonniers. L'arrière-garde castillane composée du gros des troupes intervient alors mais très en retard. Elle est gênée dans son avance par les deux ruisseaux du site qui obligent sa longue ligne à devoir se presser pour passer dans cet espace réduit. Cette manœuvre difficile la désorganise.
L'avant-garde divisée en deux et dirigée par Nuno Álvares Pereira s'oppose aux Castillans. Jean Ier du Portugal ordonne alors le retrait des archers vers l'arrière et engage sa garde dans la bataille. Craignant de ne pas disposer d'assez d'hommes, Jean Ier du Portugal ordonne d'exécuter sur le champ les prisonniers afin de ne laisser aucun de ses soldats affecté à leur surveillance. Dès lors, l'armée castillane prise en entonnoir entre les deux ruisseaux, gênée par les fossés et par les flèches des archers anglais, se trouve dans une situation délicate. La mêlée est furieuse et serrée. Les chevaliers castillans éprouvent les pires difficultés à aider leurs fantassins et sont même obligés de briser leurs lances pour les réduire afin de mieux combattre au corps à corps.
Une heure après le début de la bataille, le soleil commence à décliner. Le porteur de l'étendard royal de la Castille s'effondre soudain et la rumeur de la mort du roi parcourt les rangs. La déroute est générale et Jean Ier de Castille est contraint à la fuite en abandonnant ses soldats et de nombreux seigneurs à pied. Les Portugais se lancent à la poursuite des fuyards et en massacrent un très grand nombre. Beaucoup de soldats castillans sont également tués pendant la nuit et le lendemain par les habitants des villages et bourgs alentour. Cet épisode de l'intervention populaire dans le massacre des Castillans se retrouve dans la légende célèbre de la boulangère d'Aljubarrota.
Selon une légende portugaise, une femme dénommée « A padeira de Aljubarrota » (la boulangère d'Aljubarrota), dotée de 6 doigts à chaque main, élimine plusieurs soldats castillans ayant déserté le combat, en les enfermant tour à tour dans son fourneau de pain, prétendument pour les cacher des Portugais et en les tuant de sa pelle quand ils essayaient d'en sortir.

## Les conséquences
La victoire anglo-portugaise a de grandes conséquences. La première et la plus évidente est d'éteindre les prétentions de la Castille sur le royaume de Portugal. La bataille d'Aljubarrota met en effet un terme à la crise de 1383-1385 portant sur la succession au trône de Portugal et confirme la légitimité de Jean Ier, fondateur de la dynastie d'Aviz. Au Moyen Âge, la victoire sur le champ de bataille était considérée comme le signe de la reconnaissance divine. L'autorité de Jean Ier de Portugal s'en trouve donc affermie. En terme diplomatique, la bataille renforce les liens, datant du traité de 1373, entre le Portugal et l'Angleterre, qui aboutissent à la signature du traité de Windsor et au mariage entre Jean Ier de Portugal et de Philippa de Lancastre le 11 février 1387.

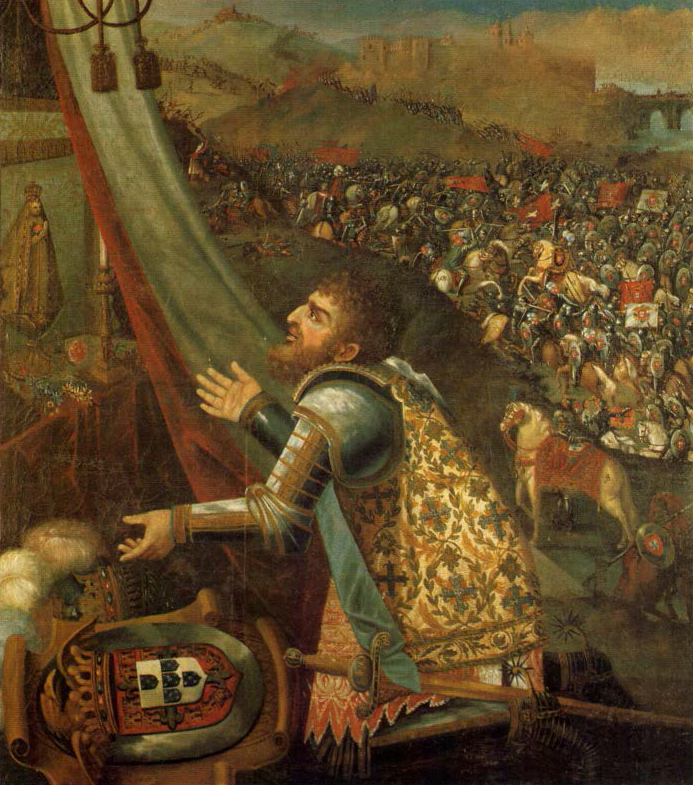
Le roi Jean Ier faisant vœu à la Vierge Marie de construire un monastère sur ce site (futur monastère de Batalha) s’il gagne la bataille contre la Castille.
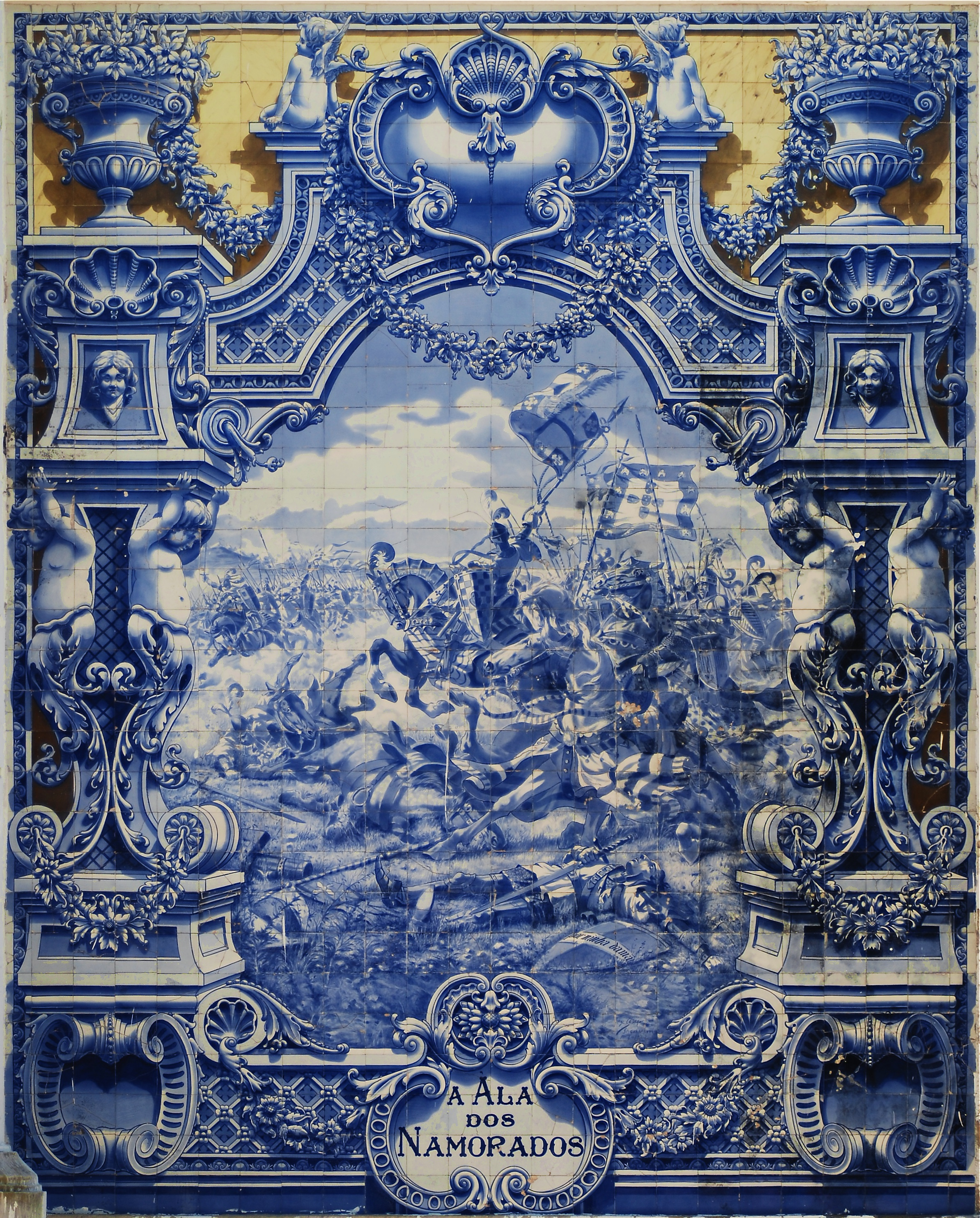
Épisode de la bataille d’Aljubarrota, panneau d’azulejos créé par Jorge Colaço en 1922

Pour commémorer l'éclat de sa victoire et remercier Dieu, Jean Ier de Portugal fait construire le monastère de Batalha, de style gothique puis manuélin, situé aujourd'hui dans le district de Leiria.

Le monastère de Batalha, du côté de la façade de la cathédrale.
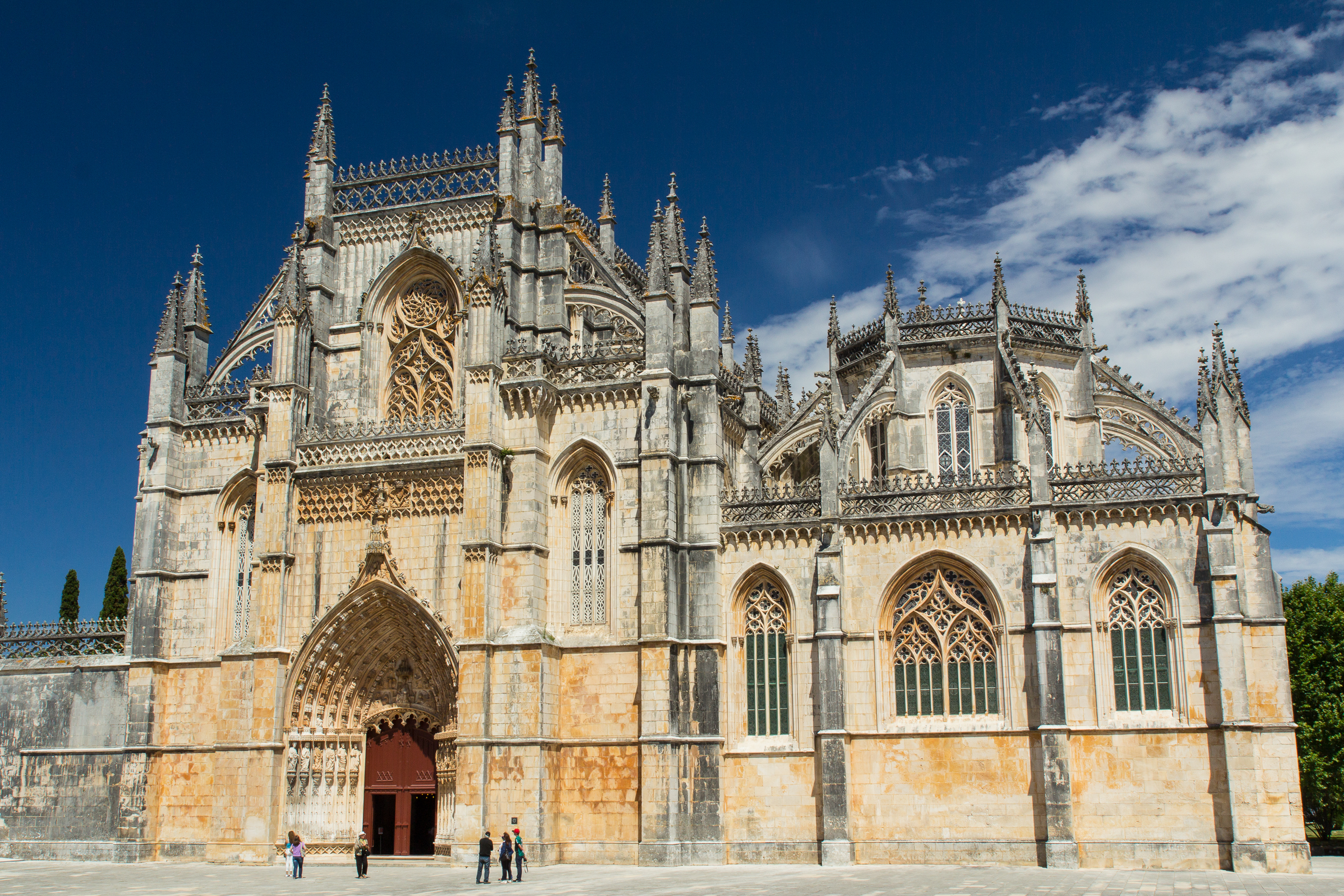
La cathédrale